# Nathalie Moellhausen
Nathalie Moellhausen, née le 1er décembre 1985 à Milan, est une escrimeuse italo-brésilienne, spécialiste de l'épée. Championne du monde individuelle 2019. 
Vainqueur par équipes lors des championnats du monde d'escrime 2009, elle a également remporté la médaille d'or par équipes aux championnats d'Europe d'escrime 2007 et en individuel aux Jeux méditerranéens de 2009. Elle vit à Paris où elle est entraînée par l'ancienne escrimeuse Laura Flessel-Colovic. À partir de 2013, après un an d'arrêt de compétition, elle décide de représenter le Brésil dont elle a la nationalité par sa mère italo-brésilienne.
Elle est aujourd'hui entraînée par Georges Karam au sein du Levallois Sporting Club Escrime.

## Biographie
Lors de la première journée du tournoi d’escrime des Jeux olympiques de Paris 2024, le samedi 27 juillet, Nathalie Moellhausen est victime d'un malaise.

## Palmarès
- Brésil

Championnats du monde d'escrime
- Médaille d'or aux Championnats du monde d'escrime 2019

- Italie

Championnats du monde d'escrime
- Médaille d'or par équipes aux Championnats du monde d'escrime 2009
- Médaille de bronze aux Championnats du monde d'escrime 2010
- Médaille de bronze par équipes aux championnats du monde d'escrime 2011

Championnats d'Europe d'escrime
- Médaille d'or par équipes aux Championnats d'Europe d'escrime 2007
- Médaille d'argent par équipes aux Championnats d'Europe d'escrime 2010

Jeux méditerranéens
- Médaille d'or aux Jeux méditerranéens de 2009